# Gymnothorax enigmaticus
Gymnothorax enigmaticus és una espècie de peix de la família dels murènids i de l'ordre dels anguil·liformes.

## Morfologia
Els mascles poden assolir els 58 cm de longitud total.

## Distribució geogràfica
Es troba des de l'Àfrica oriental i el Golf d'Aden fins a les Tuamotu i les Illes Ryukyu.